# Falling Stars
Falling Stars (укр. Падаючі зірки) — пісня молдовської співачки Лідії Ісак, з якою вона представляла Молдову на 61-му пісенному конкурсі Євробачення, проведеному у травні 2016 року в Стокгольмі, Швеція.  Ісак не змогла набрати необхідної кількості балів, аби потрапити до фіналу.
Пісню було випущено 28 березня 2016 року лейблом Ragoza Music.

## Реліз
| Регіон | Дата            | Формат           | Лейбл        |
| ------ | --------------- | ---------------- | ------------ |
| Світ   | 28 березня 2016 | Digital download | Ragoza Music |

## Композиції
| Digital download | Digital download                  | Digital download |
| #                | Назва                             | Тривалість       |
| ---------------- | --------------------------------- | ---------------- |
| 1.               | «Falling Stars (Radio Edit)»      | 2:58             |
| 2.               | «Falling Stars (Karaoke Version)» | 2:58             |